# Russiaville (Indiana)
Russiaville es un pueblo ubicado en el condado de Howard, Indiana, Estados Unidos. Tiene una población estimada, a mediados de 2021, de 1318 habitantes.
Es parte del área metropolitana de Kokomo.

## Etimología
La localidad recibió su nombre de Jean Baptiste de Richardville (cuyo padre se apellidaba Richerville), un jefe de la tribu Miami de ascendencia franco-indígena que tuvo relaciones con el gobierno de los Estados Unidos en la elaboración de tratados a principios del siglo XIX. A través de la pronunciación francesa de "Ri-shar-ville", el nombre se corrompió gradualmente y se cambió a la ortografía actual. Se ha pronunciado "Roo-sha-ville" durante gran parte de su historia

## Geografía
Está ubicada en las coordenadas 40°25′8″N 86°16′22″O / 40.41889, -86.27278 (40.418891, -86.2728). Según la Oficina del Censo de los Estados Unidos, tiene una superficie total de 2.32 km², correspondientes en su totalidad a tierra firme.

## Demografía
Según el censo de 2020, en ese momento había 1319 personas residiendo en la localidad. La densidad de población era de 568.53 hab./km². El 92.7% de los habitantes eran blancos, el 0.5% eran afroamericanos, el 0.3% eran amerindios, el 0.2% eran asiáticos, el 0.8% eran de otras razas y el 5.5% eran de una mezcla de razas. Del total de la población, el 3.5% eran hispanos o latinos de cualquier raza.